# Rhodostemonodaphne debilis
Rhodostemonodaphne debilis är en lagerväxtart som först beskrevs av André Joseph Guillaume Henri Kostermans, och fick sitt nu gällande namn av Chanderb.. Rhodostemonodaphne debilis ingår i släktet Rhodostemonodaphne och familjen lagerväxter. Inga underarter finns listade i Catalogue of Life.